# John Sinclair (ambientalista)
John Sinclair AO (13 de julho de 1939 - 3 de fevereiro de 2019) foi um activista australiano; ele recebeu o prémio Global 500 Roll of Honor em 1990 e também o Prémio Ambiental Goldman em 1993.
Sinclair foi nomeado Oficial da Ordem da Austrália (AO) nas Honras do Dia da Austrália de 2014 por "serviços diferenciados para a conservação e o meio ambiente, através de papeis de defesa e liderança numa série de organizações e para a gestão e protecção de recursos naturais".
Sinclair morreu em 3 de fevereiro de 2019 no Hospital Wesley em Auchenflower, Brisbane, de cancro da próstata. Ele deixou a sua parceira, quatro filhos e nove netos.